# LaCrosse (Washington)
LaCrosse je gradić u američkoj saveznoj državi Washington. Prema popisu stanovništva iz 2010. u njemu je živjelo 313 stanovnika.